# Reginald Owen
John Reginald Owen (* 5. August 1887 in Wheathampstead, Hertfordshire, England; † 5. November 1972 in Boise, Idaho, USA) war ein britischer Schauspieler. 

## Leben
Owen ließ sich an der Royal Academy of Dramatic Art zum Schauspieler ausbilden und gab 1905 mit 18 Jahren sein Theaterdebüt. 1920 siedelte er nach New York über und spielte dort ab 1925 am Broadway. Vier Jahre später zog er nach Hollywood, um als Filmschauspieler zu arbeiten. 1929 sah man ihn in The Letter neben Schauspielern wie Jeanne Eagels, O. P. Heggie und Herbert Marshall. Bekannt wurde Owen 1932 durch die Rolle des Doktor Watson, dem Freund und ständigen Begleiter des Meisterdetektivs Sherlock Holmes, in einer gleichnamigen Doyle-Adaption. Ein Jahr später schlüpfte er in Edwin L. Marins Kriminalfilm A Study in Scarlet (1933) selbst in die Rolle des berühmten Detektivs. Er wirkte auch in weiteren Filmen Edwin L. Marins mit, so etwa in seiner vielleicht bekanntesten Hauptrolle als Ebeneezer Scrooge in der Dickens-Verfilmung A Christmas Carol (1938), für die er den erkrankten Lionel Barrymore vor Drehbeginn ersetzt hatte. 
Owen arbeitete zumeist für MGM und konnte seine Vielseitigkeit in unterschiedlichen Rollen beweisen. In seinen späteren Jahren machte er noch einmal durch Filme von Walt Disney und Auftritte in der Serie Maverick auf sich aufmerksam. Auch in zahlreichen anderen US-Fernsehserien der 1950er und 1960er Jahre war Owen ein häufiger Gastdarsteller. Im Kinderfilm-Klassiker Mary Poppins übernahm er 1964 die Rolle des Admiral Boom. 1972, kurz vor seinem Tod, spielte er noch einmal auf der Bühne in dem Stück A Funny Thing Happened on the Way to the Forum mit Phil Silvers. 
Reginald Owen war drei Mal verheiratet; in erster Ehe mit der Schauspielerin Lydia Bilbrook (1888–1990), mit der er zwei Kinder hatte. In zweiter Ehe heiratete er die Bühnendarstellerin Harold Austin. Bis zu seinem Tod war er mit Barbara Haveman verheiratet. Er starb am 5. November 1972 an einem Herzinfarkt. Zu dieser Zeit hatte er noch an seiner Autobiografie geschrieben. Sein Grab befindet sich auf dem Morris Hill Cemetery in Boise, Idaho.
Owen hatte keinen festen deutschen Synchronsprecher. Er wurde unter anderem von Paul Wagner und Walther Süssenguth gesprochen.

## Filmografie (Auswahl)
- 1911: Henry VIII (Kurzfilm)
- 1914: The Flight of Death (Kurzfilm)
- 1916: A Place in the Sun
- 1921: Phroso
- 1929: The Letter
- 1931: Vor Blondinen wird gewarnt (Platinum Blonde)
- 1932: Um eine Fürstenkrone (A Woman Commands)
- 1932: Der schöne Karl (Downstairs)
- 1932: Sherlock Holmes
- 1932: Die Sklavin der schwarzen Geier (Robbers’ Roost)
- 1933: A Study in Scarlet
- 1933: Voltaire
- 1933: Königin Christine (Queen Christina)
- 1934: Mandalay
- 1934: Liebe ohne Zwirn und Faden (Fashions of 1934)
- 1934: Die Rothschilds (The House of Rothschild)
- 1934: Stingaree
- 1934: Madame Dubarry (Madame Du Barry)
- 1934: Of Human Bondage
- 1934: Liebesreigen (Music in the Air)
- 1935: Die Fee (The Good Fairy)
- 1935: Seitensprung (Escapade)
- 1935: Goldfieber in Alaska (The Call of the Wild)
- 1935: Anna Karenina
- 1935: Flucht aus Paris (A Tale of Two Cities)
- 1936: Rose-Marie
- 1936: Der große Ziegfeld (The Great Ziegfeld)
- 1936: Love on the Run
- 1937: Der Mann mit dem Kuckuck (Personal Property)
- 1937: Die Braut trug Rot (The Bride Wore Red)
- 1937: Maria Walewska (Conquest)
- 1937: Hoheit tanzt inkognito (Rosalie)
- 1938: Vorhang auf für Judy (Everybody Sing)
- 1938: Drei Männer im Paradies (Paradise for Three)
- 1938: Entführt (Kidnapped)
- 1938: Three Loves Has Nancy
- 1938: A Christmas Carol
- 1939: Verrat im Dschungel (The Real Glory)
- 1939: Remember?
- 1941: Die Frau mit der Narbe (A Woman’s Face)
- 1941: Fluchtweg unbekannt (They Met in Bombay)
- 1941: Lady Be Good
- 1941: A Yank in the R.A.F.
- 1941: Tarzans geheimer Schatz (Tarzan’s Secret Treasure)
- 1942: Die Frau, von der man spricht (Woman of the Year)
- 1942: We Were Dancing
- 1942: Mrs. Miniver
- 1942: Gefundene Jahre (Random Harvest)
- 1942: Reunion in France
- 1943: Auf ewig und drei Tage (Forever and a Day)
- 1943: Gefährliche Flitterwochen (Above Suspicion)
- 1943: Madame Curie
- 1944: Das Gespenst von Canterville (The Canterville Ghost)
- 1944: Kleines Mädchen, großes Herz (National Velvet)
- 1945: Das Bildnis des Dorian Gray (The Picture of Dorian Gray)
- 1945: Die Entscheidung (The Valley of Decision)
- 1945: Eine Lady mit Vergangenheit (Kitty)
- 1945: Unter schwarzer Flagge (Captain Kidd)
- 1946: Tagebuch einer Kammerzofe (The Diary of a Chambermaid)
- 1946: Cluny Brown auf Freiersfüßen (Cluny Brown)
- 1946: Schicksal von gestern (Piccadilly Incident)
- 1946: Mit Pinsel und Degen (Monsieur Beaucaire)
- 1946: The Imperfect Lady
- 1947: Thunder in the Valley
- 1947: Taifun (Green Dolphin Street)
- 1947: If Winter Comes
- 1948: Der Pirat (The Pirate)
- 1948: Die unvollkommene Dame (Julia Misbehaves)
- 1948: Die drei Musketiere (The Three Musketeers)
- 1948: Lassies Heimat (Hills of Home)
- 1949: Der geheime Garten (The Secret Garden)
- 1949: Lassie in Not (Challenge to Lassie)
- 1950: Ihr Geheimnis (The Miniver Story)
- 1950: Kim – Geheimdienst in Indien (Kim)
- 1951: Mein Mann will heiraten (Grounds for Marriage)
- 1954: The Great Diamond Robbery
- 1954: Red Garters
- 1958: Climax! (Fernsehserie, eine Folge)
- 1958: Von Panzern überrollt (Darby’s Rangers)
- 1958–1961: Maverick (Fernsehserie, drei Folgen)
- 1959–1960: Disneyland (Fernsehserie, drei Folgen)
- 1961: Thriller (Fernsehserie, eine Folge)
- 1962: Adventures in Paradise (Fernsehserie, eine Folge)
- 1962: Fünf Wochen im Ballon (Five Weeks in a Balloon)
- 1963: Sandra und der Doktor (Tammy and the Doctor)
- 1963: Was diese Frau so alles treibt (The Thrill of It All)
- 1964: Mary Poppins
- 1965: Kentucky Jones (Fernsehserie, eine Folge)
- 1965: Camp Runamuck (Fernsehserie, eine Folge)
- 1966: Wettlauf mit dem Tod (Run for Your Life, Fernsehserie, eine Folge)
- 1966/1968: Verliebt in eine Hexe (Bewitched, Fernsehserie, zwei Folgen)
- 1967: Rosie!
- 1969: Ihr Auftritt, Al Mundy (It Takes a Thief, Fernsehserie, eine Folge)
- 1971: Die tollkühne Hexe in ihrem fliegenden Bett (Bedknobs and Broomsticks)
- 1972: Ein Sheriff in New York (McCloud, Fernsehserie, eine Folge)
- 1973: Topper Returns (Fernsehfilm)